# Educação dialógica
Educação dialógica é a educação que tem por base o diálogo. Defendida por Paulo Freire, tal modelo se opõe à "educação bancária" ou antidialógica, na qual o professor transmite conhecimentos, "faz depósitos" nos alunos, emite comunicados. Na educação bancária, o ato cognoscente do professor (o único sujeito na relação pedagógica) incide sobre um objeto a ser conhecido e esgota-se nele mesmo. Já na educação dialógica, há comunicação entre dois sujeitos, mediatizada pelo objeto a ser discutido. Em outras palavras, o objeto (que pode ser um problema social, um conteúdo curricular) serve de ponte, de intermediário entre dois sujeitos: aluno e professor. Por este motivo, a educação dialógica supera a dicotomia professor-aluno.
| “                                     | A conquista implícita no diálogo é a do mundo pelos sujeitos dialógicos, não a de um pelo outro [como na educação bancária]. [É a] conquista do mundo para a libertação dos homens. | ” |
| — Paulo Freire, Pedagogia do Oprimido | |   |

## O que a educação dialógicanãoé
Vale observar que, apesar de defender uma educação baseada no diálogo, Freire não condenou a aula expositiva. Nesse sentido, é relevante citar um trecho de um livro escrito por Freire e Ira Shor, reproduzido no Dicionário Paulo Freire:
Mas é importante dizer, Ira, que ao criticar a educação “bancária”, temos que reconhecer que nem todos os tipos de aulas expositivas podem ser considerados educação “bancária”. Você pode ser muito crítico fazendo preleções. A questão, para mim, é como fazer com que os alunos não durmam, porque eles nos ouvem como se estivéssemos cantando para eles! A questão não é se as preleções são “bancárias” ou não, ou se não se deve fazer preleções. Porque o caso é que os professores tradicionais tornarão a realidade obscura, quer dando aulas expositivas, quer coordenando discussões. O educador libertador iluminará a realidade mesmo com aulas expositivas. A questão é o conteúdo e o dinamismo da aula, a abordagem do objeto a ser conhecido. Elas re-orientam os estudantes para a sociedade de forma crítica? Estimulam seu pensamento crítico ou não? — Paulo Freire no livro  Medo e ousadia (p. 31), escrito com Ira Shor
A educação dialógica também não é – não deve ser – mero "papo furado". Escreve Freire em Pedagogia da Esperança:
O diálogo, na verdade, não pode ser responsabilizado pelo uso distorcido que dele se faça. Por sua pura imitação ou por sua caricatura. O diálogo não pode converter-se num "bate-papo" desobrigado que marche ao gosto do acaso entre professor ou professora e educandos— Freire, Paulo (1997). Pedagogia da esperança. [S.l.]: Paz e Terra,
Outro equívoco comum em relação é que tal educação ela implica uma absoluta horizontalidade entre educador e educando. Escreve freire, na mesma obra:
O diálogo entre professoras ou professores e alunos ou alunas não os torna iguais, mas marca a posição democrática entre eles ou elas. Os professores não são iguais aos alunos por n razões, entre elas porque a diferença entre eles os faz ser como estão sendo. Se fossem iguais, um se converteria no outro. O diálogo tem significação precisamente porque os sujeitos dialógicos não apenas conservam sua identidade, mas a defendem e assim crescem um com o outro. O diálogo, por isso mesmo, não nivela, não reduz um ao outro. Nem é favor que um faz ao outro. Nem é tática manhosa envolvente, que um usa para confundir o outro. Implica, ao contrario, um respeito fundamental dos sujeitos nele engajados, que o autoritarismo rompe ou não permite que se constitua. Assim também a licenciosidade, de forma diferente, mas igualmente prejudicial.— Freire, Paulo (1997). Pedagogia da esperança. [S.l.]: Paz e Terra,